# Burg Gerstbergerkopf
Die Burg Gerstbergerkopf ist der Rest einer Höhenburg 
vom Typus einer Ringwallanlage auf dem 385 m ü. NHN hohen Gipfel des Gerstbergerkopfes nördlich der Stadt Dahn im Landkreis Südwestpfalz in Rheinland-Pfalz.
Die Burgstelle zeigt noch die Reste eines 20 Meter langen, fünf Meter breiten und einem Meter hohen Ringwalls mit einem ehemaligen Durchmesser von etwa 70 mal 20 Meter.